# Hexurella encina
Pour les articles homonymes, voir Encina.
Espèce
Hexurella encina est une espèce d'araignées mygalomorphes de la famille des Hexurellidae.

## Distribution
Cette espèce est endémique de Basse-Californie au Mexique,. Elle se rencontre vers Tecate.

## Description
Le mâle holotype mesure 2,25 mm.
La femelle mâle décrite par Monjaraz-Ruedas, Mendez et Hedin en 2023 mesure 4,10 mm.

## Systématique et taxinomie
Cette espèce a été décrite par Gertsch et Platnick en 1979.

## Publication originale
- Gertsch & Platnick, 1979 : « A revision of the spider family Mecicobothriidae (Araneae, Mygalomorphae). » American Museum Novitates, no 2687, p. 1-32 (texte intégral).